# Ramiro Frías García
Blahoslavený Ramiro Frías García, řeholním jménem Vidal Ernesto (13. března 1906, Villajimena – 28. listopadu 1936, Madrid), byl španělský římskokatolický řeholník Kongregace školských bratří a mučedník.

## Život
Narodil se 13. března 1906 ve Villajimena.
Roku 1919 vstoupil do postulátu Kongregace školských bratří v Bugedu a roku 1922 do noviciátu, v němž přijal jméno Vidal Ernesto. Své věčné sliby složil roku 1931.
Působil v Bugedu (1925), v Griñónu (1928), v Madridu (dům Maravillas a dům Nejsvětějšího srdce; 1929–1933), v Lorca (1933), znovu v Griñón (1934) a znovu v Madridu (1935–1936).
Během svého pobytu v Madridu se věnoval chrámové hudbě. Při pobytu v Lorce se zhoršil jeho zdravotní stav a proto byl poslán do Griñónu, aby zde vykonával nenáročné služby. Na madridské škole v Castellaně ukázal svoje dovednosti v přírodních vědách.
Když v červenci 1936 vypukla španělská občanská válka, jeho řeholní kongregace byla cílem prvních útoků revolucionářů.
V červenci byl se svými spolubratry zatčen a vězněn. Dne 28. listopadu 1936 byl na hřbitově Vicálvaro zastřelen.

## Proces blahořečení
Po roce 1990 byl v arcidiecézi Madrid zahájen jeho beatifikační proces spolu s dalšími 24 mučedníky Kongregace školských bratří a Řádu karmelitánů. Dne 19. prosince 2011 uznal papež Benedikt XVI. mučednictví této skupiny řeholníků. Blahořečeni byli 13. října 2013 ve skupině 522 mučedníků Španělské občanské války.